# Довіра до ЗМІ
Засоби масової інформації завжди відігравали важливу роль у формуванні суспільних ставлень. Проблема психологічного впливу засобів масової інформації стала актуальною з моменту їх становлення. ЗМІ є потужним соціальним інститутом та грають важливу роль у формуванні світогляду людини. Разом із роллю ЗМІ у впливі на громадську думку постає питання маніпулювання інформацією . Механізми контролю та доступу до інформації дозволяють людям утримували владу традиційних ієрархій. Зважаючи на кризові умови розвитку українського суспільства виникає та загострюється проблема нещирості ЗМІ та трансляції через них не реальних цінностей, а лише уявлень про них . Відбувається це за рахунок надання недостовірної, проте бажаної інформації, «таблоїдізації» ЗМІ та повне або часткове недотримання медіа стандартів. Засоби масової інформації більш чи менш ефективно здійснюють зміни колективної поведінки та суспільної думки завдяки довірі чи недовірі від суспільства [Архівовано 20 листопада 2016 у Wayback Machine.].

## Поняття довіри
У соціальному контексті довіра має багато визначень  [Архівовано 13 липня 2017 у Wayback Machine.]. Визначення довіри зазвичай виводиться відповідно до конкретної ситуації та характеризується наступними аспектами: 
- Взаємодія відбувається між двома чи більше сторонами — одна сторона, довіритель, готова покладатися на дії іншої сторони, довіреної особи або позиції.
- Ситуація взаємодії спрямована на невизначене майбутнє.

Також позиція довірителя добровільно або примусово відмовляється від контролю над діями, які виконує довірена позиція. Як наслідок, довірителю не відомо про результати дій довіреної позиції, поки вони не завершаться. В даний період часу довіритель може лише продукувати й оцінювати очікування. Дана невизначеність пов’язана з ризиком невдачі довірителя за рахунок несправдження очікувань відносно довіреної позиції  [Архівовано 25 квітня 2020 у Wayback Machine.].
Дослідники Путнам та Юслейнер в аналізі довіри відштовшувались від політичної науки. Путнам визначав довіру як необхідний компонент більш загальної концепції соціального капіталу  [Архівовано 19 березня 2020 у Wayback Machine.].
Селігман брав за основу дослідження впливів релігії та культури. Він надає широкий спектр культурних, критичних і лінгвістичних підходів до вивчення довіри . Він розрізнив поняття довіри і пов’язаних із ним понять, як-от впевненість і віра. Селігман стверджував, що на відміну від віри і впевненості в собі довіра має на увазі солідарність і безумовність . Таким чином, впевненість відноситься до «структурно визначених ситуацій», а довіра є «безумовним принципом узагальненого обміну».
Тшанен-Моран та Хой вели дослідження від галузі освіти. Вони розглянули двадцять визначень довіри з різних точок зору і визначили концептуальні компоненти довіри: добровільна уразливість, доброзичливість, надійність, компетентність, чесність і відкритість  [Архівовано 6 серпня 2019 у Wayback Machine.].
Капела і Сільверстоун проводили дослідження довіри в контексті комунікації. Капела розглядає зниження соціальної та інституційної довіри і пов’язує це зі скороченням індивідуальної участі в суспільному житті в США [Архівовано 13 травня 2017 у Wayback Machine.]. Дослідники стверджують, що засоби масової інформації не продукують недовіру і не створюють події для продукування недовіри. Проте вони передають і поширюють історії недовіри для максимізації залучення та утримання аудиторії.
Бейкір та Барлоу продовжують цю траєкторію досліджень та стверджують, що поняття довіри має відігравати більшу роль у дослідженнях комунікації .

## Дослідження довіри до ЗМІ
Загалом дослідники, які зацікавлені концепцією довіри скоріше фокусуються на сприйнятті ЗМІ аудиторією, ніж фактичною роботою журналістів. Ранні дослідження довіри до ЗМІ були проведені в Єльському університеті в 1950-ті роки. Проводилось маніпулювання довірою комунікаторів та вимірювався вплив цієї маніпуляції на переконання аудиторії. Вже в 1970-ті роки науковці концептуалізують довіру до ЗМІ не як статичну ознаку джерела, а як динамічне сприйняття аудиторії.

## Напрямки досліджень довіри до ЗМІ
Основним напрямком досліджень довіри до ЗМІ стосується явища «ворожого сприйняття ЗМІ». Воно відбувається, коли індивіди з протилежними думками щодо проблеми сприймають «об’єктивне» висвітлення в ЗМІ як упереджене відносно їх точок зору. Інший напрямок досліджень розглядає фактори, що лежать в основі довіри аудиторії, її сприйняття ЗМІ та їх наслідків для різних соціальних явищ. Останнім часом вчені переглянули ранні методології досліджень щодо середнього рівня довіри до ЗМІ, щоб порівняти сприйняття аудиторій онлайн ЗМІ й традиційних ЗМІ.
Дослідження ставлення аудиторії до засобів масової інформації найчастіше проводяться з такими концептами:
- Чинники довіри до ЗМІ. Дослідження, проведене The Insight Project Media  [Архівовано 25 грудня 2016 у Wayback Machine.], показало, що довіра до медіа може залежати від конкретних чинників, які задіяні ЗМІ і розпізнаються споживачами — якість поданої інформації та її достовірність. В епоху цифрових технологій також з’являються кілька нових факторів — популярність додатків, навігативність, час завантаження, швидкість реагування на події та їх деталізація. Вони також мають вплив на визначення ЗМІ компетентними і гідними довіри. Визначені й специфічні фактори, які змушують людей довіряти і покладатися на ЗМІ. Індивідуальна схильність (не)довіряти, відповідність джерела пошуку споживача, наприклад, новині про бізнес із журналу про садівництво довірятимуть менше, ніж спеціалізованому виданню. В останні роки споживачі більше довіряють ЗМІ, які є експертними та надають глибшу інформацію. В деяких країнах більше значення має простота користування ЗМІ, в деяких — компонент розваг вважається важливішим. Недовіру викликають ЗМІ, які не надають першоджерела для спростування чи підтвердження інформації.

- Надійність ЗМІ. Дослідження надійності ЗМІ спирається частіше не на перевірку достовірності самих ЗМІ, а на уявлення аудиторії. Дослідження надійності в засобах масової комунікації в даний час включають у себе дослідження про вплив джерела, тип носія та характеристик повідомлень на сприйняття надійності аудиторією. Споживачі менш ймовірно будуть поширювати новини, які вони не вважають надійними. Таким чином, засоби масової інформації, які сприймаються як надійні мають більш високу ймовірність бути поширеними серед споживачів  [Архівовано 13 січня 2017 у Wayback Machine.]. ЗМІ починають залучати методи бренд-менеджменту для вигідного подання інформаційного продукту та джерела, та управління процесом формування надійності. Зважаючи на це, надійність ЗМІ як функція аудиторії може бути уточнена через Модель надійного бренду. Вона дозволяє визначити, яким чином споживачі оцінюють надійність ЗМІ.

- Медіаскептицизм. Медіа скептицизм визначається як ступінь, в якій люди схильні (не)вірити у картину реальності, поданої в ЗМІ . Медіа скептицизм викликаний тим, що споживачі стикаються з розбіжностями між їх особистим досвідом реальності та реальності, що зображується в ЗМІ. В результаті, вони знецінюють зображення ЗМІ. Вплив неопосередкованої інформації, яка вступає в протиріччя з інформацією, отриманою від джерела засобів масової інформації викликає лише збільшення рівня медіа скептицизму та його поширення в аудиторії . Поняття медіа скептицизму стосується людей, які регулярно піддаються впливу джерел ЗМІ. Рівень медіа скептицизму варіюється у різних людей від тих, хто злегка скептично ставиться до ЗМІ і приймає більшу частину продукованої інформації, до тих, хто повністю знецінює та не вірить у факти, цінності і зображення реальності в ЗМІ.

- Медіацинізм. Виникає, коли здоровий скептицизм переростає в руйнівну форму  [Архівовано 13 травня 2017 у Wayback Machine.]. Деякі критики звинувачують ЗМІ у їх захопленості політичною грою, а не соціальними проблемами та їх вирішенням. Інші заперечують, що зміни в новинах вплинули на якість демократії або глибину політичного відчуження. Дослідження, проведені протягом останніх чотирьох років показують, що найменші зміни фрейму історій у друкованих ЗМІ можуть вплинути на реакцію споживачів, активуючи їх цинізм. Найчастіше це трапляється, коли використовуються стратегічні або конфліктно-орієнтовані кадри. Дослідження виявили, що медіа-фрейминг політичних новин може активізувати, й навіть створювати, цинізм щодо політики і управління.

## Дослідження довіри до ЗМІ в Україні
Українські медіа сьогодні втрачають основний соціальний капітал — довіру. Як свідчать соціологічні дослідження, причин декілька: загальні песимістичні настрої суспільства, недовіра до політикуму, надмірні обсяги інформації, пропаганда та брак аргументованих матеріалів у ЗМІ. Впливовість ЗМІ та їх значення у суспільстві, а також загострення кризи довіри в Україні актуалізували проблему довіри в комунікативній галузі. Дослідженнями рівня суспільної довіри до ЗМІ в Україні займаються такі організації, як Фонд Демократичні ініціативи імені Ілька Кучеріва, Центр Разумкова, Київський міжнародний інститут соціології. Окремо проводяться тендери на дослідження довіри до медіа від USAID.
Найбільше уваги приділяється проблемам довіри до ЗМІ як до соціального інституту  [Архівовано 11 травня 2015 у Wayback Machine.], свободи слова в Україні, співвідношенню довіри до українських, російських та західних ЗМІ, регіональним аспектам довіри, представленості у ЗМІ точок зору влади та опозиції [недоступне посилання з липня 2019].
Дослідження довіри до ЗМІ в Україні розглядають питання співвідношення рівня довіри до різних джерел: телебачення, радіо, друкована преса, електронні ЗМІ . 
Також наразі в Україні в сфері досліджень довіри до засобів масової інформації переважають кількісні методи.

### Динаміка довіри до ЗМІ в Україні
5 червня 2013 на круглому столі «Свобода слова в Україні: оцінки, проблеми, перспективи», який організував фонд «Демократичні ініціативи», було представлено дослідження довіри до ЗМІ.
Директор фонду «Демократичні ініціативи» Ірина Бекешкіна відзначила, що позитивними змінами у 2013 порівняно з попередніми роками є те, що інститут ЗМІ з’явився серед тих, які мають найбільшу довіру населення  [Архівовано 25 червня 2015 у Wayback Machine.]. Загалом по Україні 48 % громадян відповіли, що вони «переважно довіряють» ЗМІ і 10,3 % — «повністю довіряють». Баланс довіри-недовіри (різниця) становила +24,5 %. В порівнянні із даними попередніх опитувань рівень довіри до ЗМІ підвищився (у липні 2007 року баланс був +5,6 %, у квітні 2012 року +12,2 %).Іншими соціальними інститутами, які, згідно з опитуванням, мають найбільшу довіру громадян, були церква (баланс довіри-недовіри +50 %) та Збройні сили України (+11 %).
Проте за даними КМІС із лютого 2012 по грудень 2015 рівень довіри як до українських, так і до російських ЗМІ зменшився  [Архівовано 25 грудня 2016 у Wayback Machine.]. За дослідженням довіри до соціальних інститутів в Україні від КМІС, «довіряли» ЗМІ 32,3 % опитаних, «не довіряли» 38,9 % — таким чином баланс довіри-недовіри став від’ємним (-6,6 %) вперше з 1994 року.
Вітчизняним ЗМІ порівняно більше схильні довіряти представники старшого покоління та люди з середньою освітою. За дослідженням КМІС  довіра до українського телебачення зазнає змін залежно від:
- статі (жінки більше схильні повністю довіряти українському телебаченню, а чоловіки — повністю не довіряти;
- рівня освіти (чим вищий рівень освіти, тим нижчий рівень довіри до українському телебаченню);
- віку (чим старша людина, тим більше вона довіряє українському телебаченню);
- та найбільше від регіону проживання (найбільше довіряють українському телебаченню представники Центрального регіону — 27,8 %, менше Західного — 26,3 %, менше Південного — 21,7 %, найменше Східного — 10,1 % (з Донбасом), 17,2 % (без Донбасу)).

Українські ЗМІ втрачають довіру аудиторії майже по всій Україні, крім Західного регіону. На Півдні, Сході та Центрі відсоток тих, хто сказав, що ставлення до українських мас-медіа з початку року у них погіршилось, переважає відсоток тих, у кого воно покращилось. 
Поступова втрата довіри до українських мас-медіа компенсується тим, що російські ЗМІ втрачають довіру набагато сильніше, в тому числі на Сході та Півдні.

### Українські ЗМІ vs російські ЗМІ
В ході конференції «Проблема «мови ворожнечі» в українських медіа» президент Академії Української Преси, професор Київського національного університету, автор університетських підручників із журналістської етики Валерій Іванов зазначив, що українські ЗМІ, які з початком війни на сході України почали змагатися в стандартах не з європейськими, а з російськими ЗМІ, тому почали втрачати довіру читачів  [Архівовано 3 квітня 2017 у Wayback Machine.]. Іванов пояснив феномен зменшення довіри до центральних ЗМІ пропорційною наближеністю до зони бойових дій та контрастом між «медійною» інформацією і реаліями  [Архівовано 3 квітня 2017 у Wayback Machine.].
Ставлення громадян України до українських ЗМІ погіршується, а російським ЗМІ українці взагалі не довіряють. Головною причиною падіння довіри як до російських, так і до українських ЗМІ дослідники визначили перекручену подачу інформації про події, що відбуваються в країні і в світі.
За дослідженням КМІС на замовлення ГО «Телекритика»  лише 1 % опитаних по Україні відповіли, що покращили ставлення до російських ЗМІ, в той час як 60 % погіршили, а 28 % — не змінили. Щодо українських ЗМІ, то покращили своє ставлення 11 %, погіршили — 19 %, не змінили — 65 %. Згідно з результатами опитування, українці переважно користуються українськими телеканалами (72 %), а 22 % звертаються і до українських, і до російських медіа.
Виявилося, що найбільшу підтримку в мешканців України мають такі твердження: що дії української армії на Донбасі — це війна з Росією та проросійськими терористами; що причина тих складнощів, які спіткали Україну, — це російська агресія; що Майдан 14 року — це народна революція, але при цьому, що теперішня влада нездатна провести необхідні реформи.

### Довіра до ЗМІ на Донеччині
Internews третій рік поспіль вивчав медіаспоживання та довіру до ЗМІ у 12 регіонах України та провів порівняння результатів трьох хвиль опитування за 2012, 2014 і 2015 роки  [Архівовано 17 грудня 2016 у Wayback Machine.].
Загалом рівень довіри до медіа на Донеччині значно нижчий, ніж у середньому по країні. Дослідження Internews показало стрімке падіння рівня довіри до російських джерел інформації на Донеччині з 2014 по 2015 роки. Російські телеканали втратили довіру 48 % аудиторії, інтернет-ЗМІ — 26 %, преса — 18 %, радіо — 16 %.
Найвищий рівень довіри мають загальнонаціональні телеканали — їм повністю довіряють та скоріше довіряють 36 % споживачів у Донецькій області, хоча в середньому по країні цей показник сягає 61 %. На другому місці за рівнем довіри в Донецькій області — регіональні та місцеві телеканали (31 % проти 51 % в середньому по країні).
Регіональним/місцевим та загальнонаціональним інтернет-ЗМІ на Донеччині довіряють 29 % і 28 % споживачів відповідно. Ці показники теж нижчі, ніж у середньому в Україні, але водночас українські інтернет-ЗМІ на Донеччині мають найкращу динаміку зростання довіри: з 2014 по 2015 рік їм стали довіряти на 17—20 % більше аудиторії. Регіональна/місцева та загальнонаціональна преса в Донецькій області має довіру 20 % і 17 % споживачів. І якщо загалом українським медіа на Донбасі почали довіряти більше споживачів, то місцева преса натомість втратила з 2014 по 2015 рік довіру 6 % споживачів.
Також Internews дослідив медіаграмотність населення. Для мешканців Донецької області ключовою вимогою до новин є чесність і достовірність — цей показник найважливіший для 60 % респондентів, і це суттєво більше, ніж у середньому по країні (+14 %). Для 19 % опитаних найважливішою є об’єктивність. Решта базових стандартів журналістики є малозначущими для споживачів. Близько третини респондентів на Донеччині не знають, як відрізнити інформацію, якій можна довіряти, чверть опитаних робить це інтуїтивно. Водночас 29 % опитаних звертають увагу на те, чи представлені різні думки. Переважна більшість респондентів (64 %) не чули про ситуації впливовості журналістів (допомога чи навпаки ускладнення внаслідок журналістської діяльності.